# Верхнеберёзовка
Верхнеберёзовский (другие названия Верх-Берёзовка, каз. Жоғарғы Березовка) — посёлок в Глубоковском районе Восточно-Казахстанской области Казахстана. Административный центр и единственный населённый пункт Верхнеберёзовской поселковой администрации. Код КАТО — 634045100.

## География
Посёлок расположен в 22 км к северо-западу от районного центра, посёлка Глубокое, в 2 км от ж.-д. станции Предгорная (на линии Локоть — Усть-Каменогорск).

## История
Основан в 1730г. (http://e-arhiv.vko.gov.kz/ru/Page/Index/1515). В 1930 закрыт. В 1940 новое строительство рудника в связи с разработкой месторождения полиметаллических руд. В 1943 году Верхнеберёзовский получил статус рабочего посёлка. В посёлке долгое время работало градообразующее предприятие — Берёзовская обогатительная фабрика.

## Население
В 1999 году население посёлка составляло 4069 человек (1866 мужчин и 2203 женщины). По данным переписи 2009 года, в посёлке проживало 3545 человек (1692 мужчины и 1853 женщины).